# In pectore
In pectore (latinski za »u srcu«) termin je koji se koristi u Katoličkoj Crkvi za situaciju kada papa imenuje novoga kardinala, ali javno ne obznani njegovo ime. To pravo da imenuju kardinala »u srcu« (in pectore) pape rijetko koriste.
Kardinali imenovani in pectore nisu nužno obavješteni o svom statusu. Kardinal imenovan na takav način ne može funkcionirati kao kardinal sve dok njegovo imenovanje ne bude javno obznanjeno. Ali kada je jednom objavljeno njegov se staž u Kardinalskom zboru računa od trenutka njegovog imenovanja za kardinala, a ne od trenutka objave te činjenice. 
Pape mogu skrivati identitet imenovanog kardinala iz sljedećih razloga:
- zbog njegove osobne sigurnosti, tj. kada imenovani kardinal živi pod režimom koji se neprijateljski postavlja prema katoličanstvu, kršćanstvu ili religiji općenito
- zbog sigurnosti njegove okoline, tj. kada se strahuje da bi javno imenovanje kardinala moglo dovesti do diskriminacije ili neprijateljstva općenito prema kršćanima ili isključivo prema katolicima.

Kardinal in pectore može sudjelovati na konklavi jedino ako papa objavi njegov identitet prije svoje smrti. Ako to ne učini njihov kardinalski status prestaje papinom smrću. Trojica papa, Benedikt XIV., Grgur XVI. i Pio IX., bili su izvorno imenovani kardinalima in pectore, ali su njihova imenovanja objavljena ubrzo nakon toga.